# Medaglia commemorativa della Battaglia della Somme
La Medaglia commemorativa della Battaglia della Somme (In francese: Médaille commémorative de la Bataille de la Somme), coniata dalla zecca di Parigi, è una decorazione associativa francese destinata a distinguere soldati o alleati francesi che hanno preso parte alle Battaglie della Somme durante le due guerre mondiali: 1914-18 e 1940. Venne creata il 1º luglio 1956 per riunire i veterani, dall'associazione "Quelli della Somme".

## Caratteristiche

### Distintivo
In bronzo con un modulo di 27 mm, questa medaglia ha sul dritto la Marianna sdraiata, sotto i suoi due personaggi che si proteggono con due scudi incisi con il gallo francese, puntando le loro lance, sotto di loro lui è incisa la scritta Battaglie della Somme luglio-novembre MCM XVI. Sul verso è inciso Combattants de la Somme (Combattenti della Somme) 1914-1918-1940.

### Nastro
Il nastro è giallo con una striscia centrale blu scura di 10 mm.

## Collegamenti interni
- Onorificenze francesi
- Rubans des décorations militaires et civiles françaises